# Ökvattnet, Kalix kommun
Ökvattnet är en by i Kalix Kommun, Norrbottens län. Byn sägs  ha fått sitt namn av att en fördämning byggdes vid den närbelägna sjön Storträsket och höjde vattennivån i bäcken som rinner igenom byn.